# Махамат Салех Харун
Махамат Салех Харун (на френски: Mahamat Saleh Haroun) е чадски кинорежисьор.

## Биография
Роден е през 1961 година в Нджамена, а от 1982 живее във Франция. Известен е с филма си „Сбогом, Африка“ (1999). Вторият му филм, „Абуна“ (2002), печели наградата за най-добър на фестивала в Уагадугу. Друг негов известен филм е „Дарат“, който взима специалната награда на журито на 63-тия кинофестивал във Венеция.

## Филмография
- 1994: Марал Тание
- 1995: Борд Африка
- 1995: Гои-Гои (късометражен)
- 1997: Б 400 (късометражен)
- 1999: Сбогом, Африка
- 2002: Абуна
- 2005: Калала (документален)
- 2006: Дарат
- 2008 : Sexe, Gombo et beurre salé
- 2010 : Un homme qui crie
- 2013 : Grigris
- 2016 : Hissein Habré, une tragédie tchadienne (documentaire)
- 2017 : Une saison en France
- 2021 : Lingui, les liens sacrés